# Erynnis baptisiae
Erynnis baptisiae là một loài bướm ngày thuộc họ Hesperiidae. Loài này có ở miền nam New England and miền nam Ontario phía tây đến miền trung Nebraska, phía nam đến Georgia, Bờ Vịnh, trung nam bộ Texas.
Erynnis lucilius, Erynnis baptisiae và Erynnis persius thuộc "phức hợp loài Persius", một nhóm gồm các loài tương tự.
Sải cánh dài 35–41 mm. Con trưởng thành bay từ cuối tháng 4 đến đầu tháng 6 and again từ tháng 7 đến tháng 8. Có hai lứa trưởng thành một năm.
Ấu trùng chủ yếu ă Baptisia tinctoria, nhưng cũng được ghi nhận trên Baptisia australis, Lupinus perennis, Thermopsis villosa và Coronilla varia. Con trưởng thành ăn mật hoa.

## Hình ảnh
- Tập tin:Tập
- Tập tin:Tập